# Führersonderzug

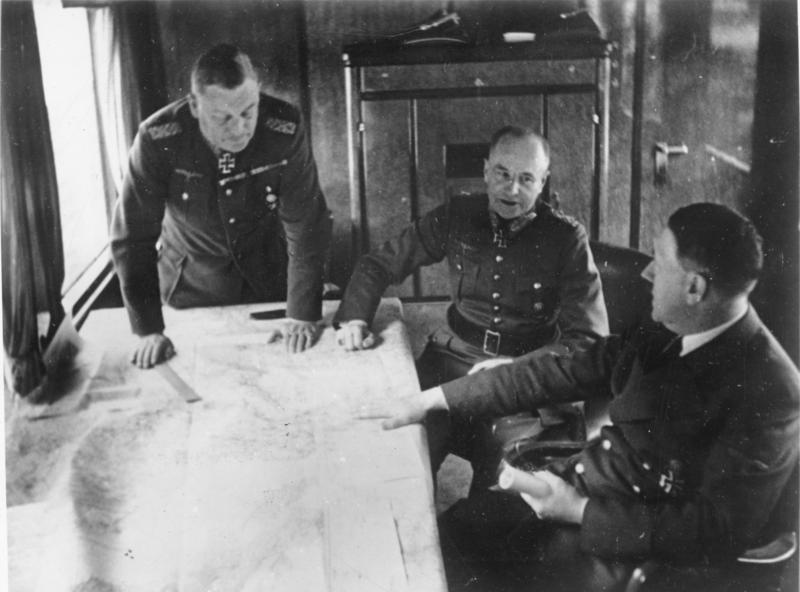
Narada Adolfa Hitlera (po prawej) z generałami w wagonie pociągu Amerika, 1941

Führersonderzug (tłumaczenie z niem. „pociąg specjalny Führera”) – ogólne określenie pociągów, którymi w czasie II wojny światowej przemieszczali się pomiędzy głównymi kwaterami dowodzenia kanclerz III Rzeszy – Adolf Hitler, naczelny dowódca Luftwaffe – Hermann Göring, inni wysoko postawieni oficerowie Wehrmachtu, SS oraz oficerowie partyjni NSDAP.
Zostało wyprodukowanych 25 takich pociągów dla hitlerowskich dygnitarzy.

## Pociągi specjalne III Rzeszy
- Afrika (później Braunschweig) – pociąg dowodzenia Szefa Sztabu Oberkommando der Wehrmacht
- Amerika (później Brandenburg I i Brandenburg II) – pociąg specjalny Führera III Rzeszy
- Asien (później Pommern) – pociąg specjalny Hermanna Göringa
- Atlantik (później Auerhahn) – pociąg dowodzenia Naczelnego Dowództwa Kriegsmarine
- Atlas (później Franken) – 2 pociągi dowodzenia Sztabu Generalnego Wehrmachtu
- Enzian – pociąg dowodzenia Szefa Łączności Luftwaffe
- Frühlingssturm – pociąg specjalny oraz mobilna Führerhauptquartier w rejonie Mönichkirchen, Wiener Neustadt
- Heinrich – pociąg specjalny Heinricha Himmlera
- Ostpreußen – 4. pociąg specjalny Oberkommando des Heeres
- Pommern 1 – pociąg specjalny Luftwaffe
- Pommern 2 – pociąg specjalny Luftwaffe
- Rheinland 1 – pociąg specjalny Luftwaffe
- Rheinland 2 – pociąg specjalny Luftwaffe
- Robinson 1 – pociąg dowodzenia Szefa Sztabu Dowództwa Luftwaffe
- Robinson 2 – pociąg dowodzenia Szefa Sztabu Generalnego Luftwaffe
- Sachsen – pociąg specjalny Sztabu Generalnego Armii (OKH)
- Schwaben – pociąg specjalny Sztabu Generalnego Armii (OKH)
- Westfalen – pociąg specjalny ministra spraw zagranicznych Joachima von Ribbentropa
- Württemberg – pociąg specjalny Sztabu Generalnego Armii (OKH)

## Skład pociągu
„Pociąg specjalny Führera”, na dzień 23 czerwca 1941, kursował ze stacji Berlin Anhalter Bahnhof do głównej kwatery dowodzenia – Wilczego Szańca. Posiadał następujące wyposażenie:
- dwie lokomotywy
- opancerzony wagon przeciwlotniczy, uzbrojony w dwa działka przeciwlotnicze
- dwa brankardy, jeden z nich mógł być wyposażony w dieslowski generator prądu
- wagon osobisty Hitlera
- wagon dowodzenia z salą konferencyjną, łącznicą telefoniczną i teleksową (podłączaną podczas postoju pociągu do łączy kolejowych) oraz z radiostacją. W szczególnych przypadkach w składzie znajdował się osobny wagon łączności wyposażony we własny generator prądu oraz radiostację krótkofalową Telefunken S 406 o mocy 200 do 400 w oraz urządzenia szyfrujące)
- specjalny wagon wraz z funkcjonariuszami Reichssicherheitsdienst
- dwa wagony restauracyjne (dla dygnitarzy i oficerów oraz dla obsługi i ochrony)
- dwa wagony przeznaczone dla gości
- wagon z łazienkami
- dwa wagony sypialne przeznaczone dla członków Oddziału Eskortowego Wodza
- wagon prasowy

Wagony obrony przeciwlotniczej (w składzie były zwykle dwa) wyposażone były początkowo w dwa działka przeciwlotnicze Flak 30 kal. 20 mm, usytuowane na podestach na początku i końcu wagonu. Od 1939 obronę plot. wzmocniono, stosując po dwa czterolufowe działka Flakvierling Flak 38 kal. 20 mm na wagon. Pod działkami znajdowały się zasobniki na amunicję, a w środkowej części wagonu znajdowały się przedziały dla 26 artylerzystów z II Kolejowego Plutonu Przeciwlotniczego wydzielonego z pułku artylerii przeciwlotniczej „Hermann Göring”.